# Paralepidocephalus
Genre
Paralepidocephalus est un genre de poissons téléostéens de la famille des Cobitidae et de l'ordre des Cypriniformes.

## Liste des espèces
Selon FishBase (07 juillet 2015):
- Paralepidocephalus guishanensis Li, 2004
- Paralepidocephalus yui Tchang, 1935